# Cattedrale di Petrópolis
La cattedrale di San Pietro d'Alcantara (catedral de São Pedro de Alcântara in portoghese), conosciuta anche come Cattedrale di Petrópolis, è una cattedrale cattolica situata nella città brasiliana di Petrópolis, dedicata al patrono del Paese, Pietro d'Alcantara. Al suo interno sono conservate le spoglie di Pietro II, ultimo imperatore del Brasile, e dei suoi famigliari.
La costruzione dell'edificio, di stile neogotico, venne iniziata nel 1884 e completata nel 1925. La sua torre campanaria venne invece realizzata nel 1969.

## Altri progetti

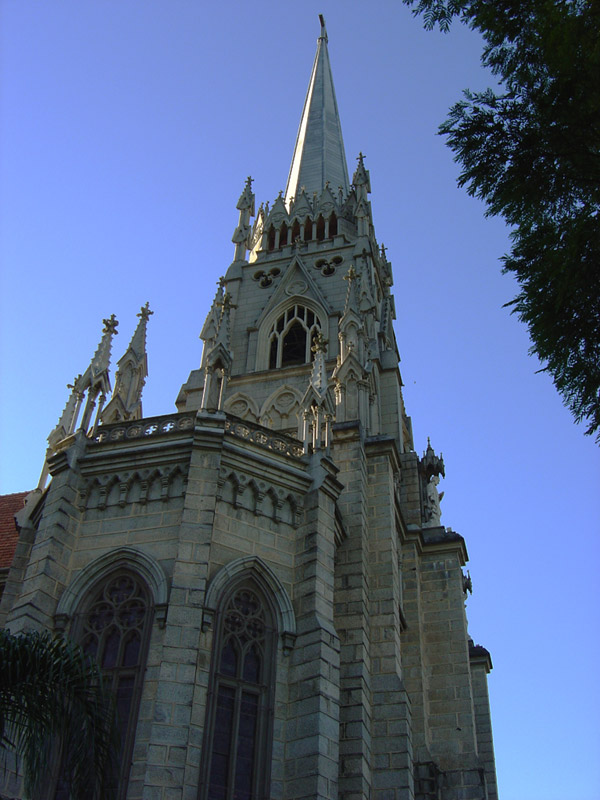
La facciata della cattedrale di Petrópolis con la sua torre campanaria